# Grammonota salicicola
Grammonota salicicola är en spindelart som beskrevs av Chamberlin 1948. Grammonota salicicola ingår i släktet Grammonota och familjen täckvävarspindlar. Inga underarter finns listade i Catalogue of Life.